# Joseph Chinn
Joseph William Chinn (* 16. November 1798 bei Nuttsville, Lancaster County, Virginia; † 5. Dezember 1840 bei Richmond, Virginia) war ein US-amerikanischer Politiker. Zwischen 1831 und 1835 vertrat er den Bundesstaat Virginia im US-Repräsentantenhaus.

## Werdegang
Joseph Chinn besuchte bis 1819 das Union College in Schenectady (New York). Nach einem anschließenden Jurastudium in Needham und seiner 1821 erfolgten Zulassung als Rechtsanwalt begann er im Lancaster County in diesem Beruf zu arbeiten. Gleichzeitig schlug er als Anhänger von Andrew Jackson eine politische Laufbahn ein. Später wurde er Mitglied der von diesem gegründeten Demokratischen Partei. Zwischen 1826 und 1828 saß Chinn im Abgeordnetenhaus von Virginia; von 1829 bis 1831 gehörte er dem Staatssenat an.
Bei den Kongresswahlen des Jahres 1830 wurde Chinn im 13. Wahlbezirk von Virginia in das US-Repräsentantenhaus in Washington, D.C. gewählt, wo er am 4. März 1831 die Nachfolge von John Taliaferro antrat. Nach einer Wiederwahl konnte er bis zum 3. März 1835 zwei Legislaturperioden im Kongress absolvieren. Seit 1833 vertrat er dort als Nachfolger von William F. Gordon den zehnten Distrikt seines Staates. Ebenfalls seit 1833 war er Vorsitzender des Ausschusses zur Verwaltung des Bundesbezirks District of Columbia. Seit dem Amtsantritt von Präsident Jackson im Jahr 1829 wurde innerhalb und außerhalb des Kongresses heftig über dessen Politik diskutiert. Dabei ging es um die umstrittene Durchsetzung des Indian Removal Act, den Konflikt mit dem Staat South Carolina, der in der Nullifikationskrise gipfelte, und die Bankenpolitik des Präsidenten.
Nach dem Ende seiner Zeit im US-Repräsentantenhaus praktizierte Joseph Chinn in Richmond, der Hauptstadt von Virginia, als Anwalt. Er starb am 5. Dezember 1840 auf seinem Anwesen Wilna nahe Richmond, wo er auch beigesetzt wurde.